# Miss Mundo 1983
Miss Mundo 1983 fue la 33.ª edición del certamen de Miss Mundo, cuya final se realizó el 17 de noviembre de 1983 en el Royal Albert Hall, Londres, Reino Unido. La ganadora fue Sarah-Jane Hutt de Reino Unido. Fue coronada por Miss Mundo 1982, Mariasela Álvarez de República Dominicana.

## Resultados
| Resultados Finales      | Finalistas |
| ----------------------- | --- |
| Miss Mundo 1983         | - Reino Unido - Sarah-Jane Hutt |
| 1° Finalista            | - Colombia - Rocío Isabel Luna |
| 2° Finalista            | - Brasil - Cátia Pedrosa † |
| 3° Finalista            | - Jamaica - Catherine Levy |
| 4° Finalista            | - Islandia - Unnur Steinsson |
| 5° Finalista            | - Panamá - Marissa Burgos |
| 6° Finalista            | - Estados Unidos - Lisa Allred |
| Semifinalistas (Top 15) | - Austria - Mercedes Stermitz - Bélgica - Francoise Bostoen - Bolivia - Ana Maria Taboada Arnold - Holanda - Nancy Lalleman Heynis - Hong Kong- Maggie Cheung - Irlanda - Patricia Nolan - Israel - Yi'fat Schechter - Yugoslavia - Bernarda Marovt |

### Premiaciones Especiales
- Miss Personalidad:  Brasil - Cátia Pedrosa
- Miss Fotogénica:  Yugoslavia - Bernarda Marovt

### Reinas Continentales
- África:  Liberia - Annie Broderick
- América:  Colombia - Rocío Isabel Luna
- Asia:  Israel - Yi'fat Schechter
- Europa:  Reino Unido - Sarah-Jane Hutt
- Oceanía:  Australia - Tanya Bowe

## Candidatas
72 candidatas participaron en el certamen.
| - Alemania - Claudia Zielinski - Aruba - Audrey Brujas - Australia - Tanya Bowe - Austria - Mercedes Stermitz - Bahamas - Lucille Bullen - Barbados - Nina McIntosh-Clarke - Bélgica - Françoise Bostoen - Bermudas - Angelita Emily Díaz - Bolivia - Ana María Taboada Arnold - Brasil - Cátia Silveira Pedrosa † - Canadá - Katharine Durish - Chile - Gina Rovira Beyris - Chipre - Katia Chrysochou - Colombia - Rocío Isabel Luna Flórez - Corea - Seo Min-sook - Costa Rica - María Argentina Meléndez Herrera - Curazao - Yvette Rowina Domacasse - Dinamarca - Tina-Lissette Dahl Joergensen - Ecuador - Martha Lascano Salcedo - El Salvador - Carmen Irene Álvarez Gallardo - España - Milagros Pérez Castro - Estados Unidos - Lisa Gayle Allred - Filipinas - Marilou Sadia Sadiua - Finlandia - Sanna Marita Pekkala - Francia - Frederique Marcelle Leroy - Gambia - Abbey Scattrel Janneh - Gibraltar - Jessica Palao - Grecia - Anna Martinou - Guam - Geraldine Santos - Guatemala - Hilda Mansilla Manrique - Holanda - Nancy Lalleman Heynis - Honduras - Carmen Isabel Morales Ustáriz - Hong Kong - Margaret Cheung Man Yuk - India - Sweety Grewal - Indonesia - Titi Dwi Jayati - Irlanda - Patricia Nolan | - Isla de Man - Jennifer Huyton - Islandia - Unnur Steinsson - Islas Caimán - Effie Ebanks - Islas Vírgenes Americanas - Chandra Theresa Ramsingh - Israel - Yi'fat Schechter - Italia - Barbara Previato - Jamaica - Catalina Elizabeth Levy - Japón - Mie Nakahara - Líbano - Douchka Abi-Nader - Liberia - Annie Broderick - Malasia - Michelle Yeoh Choo Keng - Malta - Odette Balzan - México - Mayra Adela Rojas González - Noruega - Karen Elizabeth Dobloug - Nueva Zelanda - Maria Sando - Panamá - Marissa Burgos Canalias - Paraguay - Antonella Filartiga Montuori - Perú - Lisbet Alcázar Salomón - Polonia - Lidia Wasiak - Portugal - Cesaltina de Conceiçao Lopes da Silva - Puerto Rico - Fátima Mustafa Vásquez - Reino Unido - Sarah-Jane Hutt - República Dominicana - Yonoris Maribel Estrella Florentino - Samoa - Theresa Vaotapu Thomsen - Singapur - Sharon Denise Wells - Suecia - Eva Liza Törnquist - Suiza - Patricia Lang - Suazilandia - Gladys Rudd - Tailandia - Tavinan Kongkran - Trinidad y Tobago - Esther Juliette Farmer - Tonga - Anna Johansson - Islas Turcas y Caicos - Cheryl Astwood - Turquía - Ebru Özmeriç - Uruguay - Silvia Zumarán - Venezuela - Carolina del Valle Cerruti Duijm - Yugoslavia - Bernarda Marovt |

## Sobre los países en Miss Mundo 1983

### Debut
- Polonia
- Tonga

### Retiros
- Sri Lanka
- Tahití
- Zimbabue

### Regresos
- Compitió por última vez en 1970:
  -  Gambia
- Compitió por última vez en 1972:
  -  Liberia
- Compitió por última vez en 1975:
  -  Barbados
- Compitió por última vez en 1980:
  -  Suazilandia
- Compitió por última vez en 1981:
  -  Austria

### Crossovers
Miss Universo
- 1983:  Austria - Mercedes Stermitz
- 1983:  Bélgica - Françoise Bostoen
- 1983:  Bermudas - Angelita Emily Díaz
- 1983:  Francia - Frederique Marcelle Leroy
- 1983:  Gambia - Abbey Scattrel Janneh (Miss Simpatía)
- 1983:  Holanda - Nancy Lalleman Heynis
- 1983:  Islandia - Unnur Steinsson
- 1983:  Islas Caimán - Effie Ebanks
- 1983:  Noruega - Karen Elizabeth Dobloug (Top 12)
- 1984:  Gibraltar - Jessica Palao
- 1984:  Irlanda - Patricia Nolan

Miss Internacional
- 1983:  España - Milagros Pérez Castro (Semifinalista)
- 1983:  Polonia - Lidia Wasiak
- 1983:  Portugal - Cesaltina da Conceição Lopes da Silva

## Otros datos de relevancia
- Maggie Cheung de Hong Kong y Michelle Yeoh de Malasia ahora son renombradas actrices de la pantalla grande. Yeoh es la segunda mujer de color (después de Halle Berry) en ganar al Óscar a la mejor actriz.
- Mercedes Stermitz de Austria fue piloto de carreras por un breve periodo.
- Titi Dwi Jayati de Indonesia es una famosa cantante en su país.
- Carolina Cerruti de Venezuela es hija de Miss Mundo 1955, Susana Duijm.
- Unnur Steinsson de Islandia es madre de Unnur Birna Vilhjalmsdottir, quien fue Miss Mundo 2005.